# Elba Escobar
Pour les articles homonymes, voir Elba et Escobar.
Elba Escobar née le 14 novembre 1954 à Caracas, au Venezuela, est une actrice, scénariste et présentatrice vénézuélienne.

## Filmographie

### Comme actrice
- 1979 : Rosángela (série télévisée) : Olivia (3 épisodes)
- 1979 : Emilia (série télévisée) : Elba (3 épisodes)
- 1980 : Buenos días, Isabel (série télévisée) (1 épisode)
- 1981 : Mi mejor amiga (série télévisée) (3 épisodes)
- 1982 : Qué pasó con Jacqueline? (série télévisée) (2 épisodes)
- 1982 : Jugando a vivir (série télévisée) : Miriam
- 1983 : Bienvenida Esperanza (série télévisée) : Zoraida de Garcia (3 épisodes)
- 1983 : Homicidio culposo : Alicia Josefina Rodriguez Bello
- 1984 : Cóctel de camarones, en el día de la secretaria
- 1984 : La casa de agua
- 1984 : Male and Female : Ana
- 1986 : De cómo Anita Camacho quiso levantarse a Marino Méndez : Anita
- 1987 : De mujer a mujer : Elsa
- 1989 : Y no se casaron y no tuvieron hijos y no fueron felices (court métrage) : la prostituée
- 1990 : Emperatriz (série télévisée) : Estela dite 'La Gata' (3 épisodes)
- 1992 : La loba herida (série télévisée) : Franca Algarbe (1 épisode)
- 1992 : Divina obsesión (série télévisée) (3 épisodes)
- 1992 : El misterio de los ojos escarlata
- 1993 : El paseo de la gracia de Dios (série télévisée) : Concepción
- 1993 : Knocks at My Door : Ursula
- 1995 : Amores de fin de siglo (série télévisée) : Victoria Montalbán (3 épisodes)
- 1996 : Pecado de amor (série télévisée) (29 épisodes)
- 1997 : Contra viento y marea (série télévisée) : Mística Gamboa (125 épisodes)
- 1997 : Salserín
- 1998 : Amaneció de golpe
- 1998 : El país de las mujeres (série télévisée) : Catalina Marino de Falcon
- 1999 : Toda mujer (série télévisée) : Margot Castillo (3 épisodes)
- 2000 : Borrón y cuenta nueva : Anita
- 2001 : ¡Qué mujeres! (série télévisée) : l'invitée
- 2000-2001 : Amantes de Luna Llena (série télévisée) : Lucrecia Rigores (80 épisodes)
- 2002 : The Archangel's Feather : Márgara
- 2003 : Cosita rica (série télévisée) : Concordia Pérez (4 épisodes)
- 2005 : Maroa : Brígida
- 2005 : 1888, el extraordinario viaje de la Santa Isabel : Honorine Verne
- 2005 : Secuestro express : la caissière du drugstore
- 2005-2006 : Se solicita príncipe azul (es) (série télévisée) : Librada (140 épisodes)
- 2006 : Mujer de mundo (série télévisée)
- 2006 : Voltea pa' que te enamores (série télévisée) : Eglée Malavé
- 2007 : El cafe de Lupe (court métrage) : Lupe
- 2008 : El enemigo : Nora
- 2008 : ¿Vieja yo? (série télévisée)
- 2008 : La vida entera (série télévisée) : Cordelia
- 2010 : La mujer perfecta (série télévisée) : Estrella Valdés (3 épisodes)
- 2010 : A Distant Place : Doméstica
- 2012 : Válgame Dios (série télévisée) : La bruja del maleficio
- 2012 : Tout n'est pas rose : Rocío
- 2014 : Las Caras del Diablo 2 : Amanda
- 2014 : Liz en Septiembre : Margot
- 2016 : Extra Terrestres : Genoveva Sotomayor
- 2017 : Lost Memories (mini-série) : Abuelita Gloria

### Comme scénariste
- 2008 : La vida entera (série télévisée) (129 épisodes)
- 2009 : Un esposo para Estela (série télévisée) (120 épisodes)